# Centre Republicà d'Esquerra
El Centre Republicà d'Esquerra és un edifici noucentista, fet amb les aportacions dels socis, al nucli de les Borges Blanques (Garrigues) inclòs a l'Inventari del Patrimoni Arquitectònic de Catalunya.
A principis dels vuitanta es trobava força malmès, la façana sobretot estava molt degradada però a finals dels noranta es trobava en procés de rehabilitació. Té una planta baixa amb tres arcs de pedra que són les portes i dos pisos superiors, cadascun amb dos balcons disposats de forma idèntica. Actualment la façana és de pedra vista tot i que abans de la seva recuperació estava arrebossat.
Un grup de borgencs comprà l'edifici com a centre de reunió i esbarjo dels seus simpatitzants. Allotjava un cafè al pis superior i als baixos s'hi feia balls, cinema i teatre. Fou un dels primers cinemes de la població. Tot plegat, però, es tanca després de la Guerra Civil Espanyola (1936-1939) per confiscació dels nacionals. Fins a principis dels vuitanta fou una fusteria i conservava les llotges i l'escenari. A principis dels noranta es restaura la façana per tal d'evitar el seu enderrocament.